# What Women Want (Úc)
What Women Want là một tổ chức chính trị của Úc được thành lập vào tháng 4 năm 2007, theo trang web của tổ chức này, "nhằm mục đích trở thành chính đảng nữ đầu tiên của Úc dành riêng cho việc thúc đẩy các vấn đề ảnh hưởng đến phụ nữ Úc". Tổ chức được thành lập bởi Justine Caines, một bà mẹ sáu con và là nhà hoạt động chính trị đến từ vùng nông thôn New South Wales.
Trong cuộc tổng tuyển cử năm 2007, đảng đã ứng cử vào Thượng viện ở mọi khu vực tài phán ngoại trừ Lãnh thổ phía Bắc, và giành được khoảng nửa phần trăm số phiếu bầu của Thượng viện trên toàn quốc.
Đảng đã bị hủy đăng ký vào ngày 30 tháng 3 năm 2010 sau khi không trả lời thông báo của Ủy ban Bầu cử Úc về việc cập nhật hồ sơ thành viên của mình.